# Eudarcia sardoa
Eudarcia sardoa är en fjärilsart som beskrevs av Passerin 1978. Eudarcia sardoa ingår i släktet Eudarcia och familjen äkta malar. Inga underarter finns listade i Catalogue of Life.